# لومه، نیوساوت ولز
لومه (به انگلیسی: Leumeah) یک حومه شهر در استرالیا است که در نیو ساوت ولز واقع شده‌است.